# پارک ملی اگ گل
پارک ملی اگ گل (به لاتین: Ag-Gel National Park) یک پارک ملی در جمهوری آذربایجان است که در Ağcabədi Rayon واقع شده‌است.